# Cazalilla
Cazalilla – gmina w Hiszpanii, w prowincji Jaén, w Andaluzji, o powierzchni 46,63 km². W 2011 roku gmina liczyła 928 mieszkańców.